# Pascal Duquenne
Pascal Duquenne (8 de agosto de 1970 em Vilvoorde, Bélgica) é um ator belga. Ele dividiu o prêmio de melhor ator com Daniel Auteuil no Festival de Cannes em 1996, pelos papéis, respectivamente, de Georges e Harry, no filme Le huitième jour. Ele tem Síndrome de Down.